# Esteban Lazo Hernández
Juan Esteban Lazo Hernández (Jovellanos, Matanzas, Cuba); 26 de febrero de 1944) es un político cubano de la segunda generación de dirigentes del proceso revolucionario. Es militante del Partido Comunista de Cuba y actualmente ocupa el cargo de Presidente de la Asamblea Nacional del Poder Popular de Cuba.

## Biografía

### Orígenes
Juan Esteban Lazo Hernández nació en una familia campesina humilde, el 26 de febrero de 1944, en el poblado de Jovellanos, provincia de Matanzas. Cursó sus primeros estudios en la escuela rural del barrio donde nació. En ella, sólo pudo alcanzar el 5.º grado, por razones económicas y tener que dedicarse a las labores del campo para ayudar a su familia. 
Al triunfo de la Revolución cubana, en 1959, Lazo tenía apenas 14 años y empezó a trabajar en el molino arrocero de "La Isabel" y posteriormente en el secadero de arroz. Alternó estas ocupaciones con labores agrícolas hasta el año 1963. Ese año ingresó en el partido. Participó en la Campaña Nacional de Alfabetización (1960-61).

### Ascenso
A fines de 1965, pasa a ser organizador en su municipio. En 1966, fue designado para continuar sus estudios en la Escuela Superior del Partido "Ñico López". En dicha escuela terminó sus estudios. Al terminar la misma, en noviembre de 1967, permaneció durante dos meses en el Comité Central en la Comisión para revisar los planes de Eficiencia Industrial.
En el año de 1971, Lazo fue promovido al Buró Provincial de Matanzas. En 1979, fue designado Delegado provincial del Ministerio de la Agricultura en Matanzas y miembro del Buró provincial del Partido. En 1980, fue electo Segundo Secretario del Comité provincial del Partido en Matanzas. En 1981, pasó a ser Primer Secretario de la provincia.
Es Licenciado en Economía.

### Trayectoria política
Desempeñó hasta 2003, consecutivamente la secretaría del PCC en Matanzas, Santiago de Cuba y ciudad de La Habana. Es miembro del Buró Político desde 1985 y de su Secretariado desde 2006 hasta 2013.
Fue desde 1992 hasta 2013 uno de los cinco vicepresidentes del Consejo de Estado, estando centrada básicamente su actividad en la representación del Estado en las relaciones bilaterales con países del Caribe, África y Asia. 
A partir de la enfermedad de Fidel Castro el 31 de julio de 2006, fue nombrado miembro del comité ad hoc de seis personas dirigido por Raúl Castro en el que fueron delegadas las actividades prioritarias de la última etapa de presidencia de Fidel Castro. 
En 2008, al asumir Raúl Castro la presidencia, fue ratificado como vicepresidente del Consejo de Estado. En esta legislatura se intensificó su actividad política y representativa, a partir de la destitución del vicepresidente Carlos Lage Dávila y la muerte del vicepresidente Juan Almeida Bosque.
El 25 de febrero de 2013 fue elegido presidente de la Asamblea Nacional del Poder Popular de Cuba, cargo que todavía desempeña actualmente. Fue ratificado en dicho cargo en 2018 y nuevamente en 2023.